# 小さな花がひらいた
『小さな花がひらいた』（ちいさなはながひらいた）は、山本周五郎の短編小説『ちいさこべ』を原作とした宝塚歌劇団製作のミュージカルである。上演に当たっての潤色・演出は柴田侑宏、音楽は寺田瀧雄が担当した。
小品としては珍しく公演が重ねられた。

## あらすじ
主人公・茂次（しげじ）は、大火で両親も店も失ってしまった、大工の若棟梁。
誰の力も借りずに家業を再興させると片意地をはる彼は、同じ境遇の焼け出された孤児たちを放っておけず、自ら孤児をひきとり、おりつと共に育てていくことになる。
常に悩みながらも、人の道をひたすらみつけようとする茂次だったが…。

## これまでの上演
1971年 - 花組公演（初演）
10月30日〜11月30日に宝塚大劇場、1972年7月2日〜7月28日に東京宝塚劇場にて上演。
宝塚の形式名は「ミュージカル・ロマンス」で10場。
伴演作は宝塚ではグランド・ミュージカル『シシリーの夕陽 』、東京では宝塚ロマン『哀愁のナイル』。
上原まりは当時研4（入団4年目）。同年の『花は散る散る』新人公演ヒロインを経て大劇場公演の主役に抜擢された。
1973年6月14日〜7月1日に館山、木更津、新潟、富山、福井、和歌山、岡山、三次、広島、松山、福山、鹿児島、加世田、人吉、9月10日〜26日に太田、北上、盛岡、札幌、函館、紋別、滝川、小樽で続演。併演作はグランド・レビュー『ザ・フラワー』。
1981年 - 星組公演
2月13日〜3月24日（新人公演：3月6日）に宝塚大劇場、1982年4月3日〜4月29日（新人公演：4月21日）に東京宝塚劇場にて上演。
宝塚の形式名は「ミュージカル・ロマンス」で10場。
伴演作は宝塚ではグランド・フォーリー『ラ・ビ・アン・ローズ』、東京では グランド・レビュー『魅惑』。
1982年の東京公演は東千晃のサヨナラ公演。彼女の強い希望があって、この作品を東京へ持っていく事に決まったという（81年の時点では東京公演の予定が無かった）。
東京公演では役替わり公演も実施された。
主な配役（新人公演）※下記のデータは宝塚・東京共通
- 茂次 - 朝香じゅん
- おりつ - 南風まい

1991年 - 花組公演
2月23日〜3月10日に宝塚バウホール、5月5日〜5月10日に日本青年館で上演。
形式名は「バウ・ロマン」。
この公演で、当時男役二番手朝香じゅんと娘役梢真奈美が宝塚歌劇団を退団。
1992年 - 花組公演
4月14日〜5月5日
4月14日に一宮、4月15日に瀬戸、4月17日に多摩、4月18日に市川、4月19日に大宮、4月21日に福岡、4月22日に新城、4月24日に四日市、4月25日に半田、4月26日に大津、4月28日・29日に広島、5月1日〜5月5日まで福島市市民会館で上演。
形式名は「江戸切絵」。
伴演作はグランド・ショー『ジャンクション24』。
おりつには当時の娘役の華陽子が起用された。トップ娘役だった森奈みはるは孤児の中心・象徴的存在あつ役を前年バウ公演に引き続き演じた。
2011年 - 花組
10月15日〜11月13日
10月15日・16日に市川市文化会館（千葉県）
10月18日に府中の森芸術劇場（東京都）
10月20日に前橋市民文化会館（群馬県）
10月22日・23日に梅田芸術劇場・メインホール（大阪府）
10月25日・26日にアクトシティ浜松（静岡県）
10月27日に幸田町民会館・さくらホール（愛知県）
10月29日にまつもと市民・芸術館（長野県）
10月30日にホクト文化ホール（長野県県民文化会館）
11月1日にコラニー文化ホール（山梨県立県民文化ホール）
11月3日にグリーンホール相模大野（神奈川県）
11月6日に大館市民文化会館（秋田県）
11月8日に青森市文化会館（青森県）
11月10日に北上さくらホール（岩手県）
11月12日・13日にニトリ文化ホール（旧・北海道厚生年金会館）（北海道札幌市）
形式名は「江戸風土記」。
併演はロマンチック・レビュー『ル・ポァゾン 愛の媚薬II』
予定されていた仙台公演が東日本大震災の影響で中止となったが、被災者との交流会が企画された。
外部リンク
宝塚歌劇団公式ページ

## スタッフ

### 1971年
宝塚
- 脚本・演出：柴田侑宏[1]
- 作曲：寺田瀧雄[1]
- 編曲：寺田瀧雄[1]、十時一夫[1]
- 音楽指導・合唱指導：十時一夫[1]
- 振付：喜多弘[4]
- 装置：黒田利邦[4]
- 衣装：小西松茂[4]、中川菊枝[4]
- 照明：今井直次[4]
- 小道具：上田特市[4]
- 効果：河ノ上智洋[4]
- 音響監督：松永浩志[4]
- 演出補：大関弘政[4]
- 演出助手：村上信夫[4]
- 製作：大谷真一[4]

東京　宝塚・東京以外
主なスタッフに柴田侑宏がいる。

### 1981年
宝塚
- 脚本・演出：柴田侑宏[6]
- 作曲・編曲：寺田瀧雄[16]
- 編曲・音楽指導：十時一夫[16]
- 振付：喜多弘[16]
- 装置：黒田利邦[16]
- 衣装[16]：小西松茂、中川菊枝
- 照明：今井直次[17]
- 音響：松永浩志[17]
- 小道具：上田特市[17]
- 効果：川ノ上智洋[17]
- 演出助手[17]：正塚晴彦、谷正純
- 制作：久国高[17]

東京
主なスタッフに柴田侑宏（脚本・演出）がいる。

### 1991年
- 脚本・演出：柴田侑宏[10]
- 作曲：寺田瀧雄[10]
- 編曲：寺田瀧雄[10]、吉田優子[10]
- 振付：喜多弘[10]
- 装置：黒田利邦[10]、大橋泰弘[10]
- 衣装：小西松茂[10]、中川菊枝[10]
- 照明：今井直次[10]
- 演出補：正塚晴彦[10]
- 録音演奏：宝塚ニューサウンズ[10]
- 製作：細川勝幸[10]、飯島健[10]

### 1992年
脚本・演出は柴田侑宏。

### 2011年
脚本は柴田侑宏、演出は中村暁。

## 配役
|          | 1971年花組 （宝塚）          | 1971年花組 （東宝、地方） | 1981年星組                          | 1982年星組 （東宝・役替わり） | 1991年花組 | 1992年花組 | 2011年花組   |
| 茂次     | 甲にしき                     | 甲にしき                  | 瀬戸内美八                          | 峰さを理                      | 朝香じゅん | 安寿ミラ   | 蘭寿とむ     |
| おりつ   | 上原まり                     | 上原まり                  | 東千晃                              | 紫城いずみ                    | 梢真奈美   | 華陽子     | 蘭乃はな     |
| くろ     | 瀬戸内美八                   | 瀬戸内美八                | 峰さを理                            | 大浦みずき                    | 安寿ミラ   | 真矢みき   | 華形ひかる   |
| おゆう   | 舞小雪                       | 舞小雪                    | 月城千晴（宝塚） 若宮あいの（東宝） | 湖条れいか                    | 華陽子     | 詩乃優花   | 花野じゅりあ |
| 菊二     | 立ともみ                     | 立ともみ                  | 大浦みずき 朝香じゅん               | 朝香じゅん                    | 宝樹芽里   | 宝樹芽里   | 鳳真由       |
| 伝次     | 宝純子                       | 宝純子                    | 日向薫 夏美よう                     | 日向薫                        | 香寿たつき | 真琴つばさ | 大河凜       |
| 梅       | 八汐みちる                   | 八汐みちる                | 紫城いずみ 南風まい                 | 南風まい                      | 夏目佳奈   | 夏目佳奈   | 芽吹幸奈     |
| 助二郎   | 麻月鞠緒                     | 麻月鞠緒                  | 麻月鞠緒（宝塚） 但馬久美（東宝）   | 但馬久美                      | 麻月鞠緒   | 未沙のえる | 夏美よう     |
| 大六     | 水はやみ                     | 水はやみ                  | 新城まゆみ（宝塚） 孝まりお（東宝） | 孝まりお                      | 舵一星     | 磯野千尋   | 望海風斗     |
| お久     | 水穂葉子                     | 水穂葉子                  | 藤京子                              | 藤京子                        | 北小路みほ | 邦なつき   | 京三紗       |
| あつ     | 月笛真由美                   | 月笛真由美                | 葦川牧 湖映佳奈子                   | 葦川牧                        | 森奈みはる | 森奈みはる | 月野姫花     |
| 伊吉     | 歌川波瑠美                   | 歌川波瑠美                | 葉山三千子                          | 葉山三千子                    | 岸香織     | 岸香織     | 紫峰七海     |
| 中島市蔵 | 藤園さとみ                   | 藤園さとみ                | 洋ゆり                              | 洋ゆり                        | 未沙のえる | 天地ひかり | 高翔みず希   |
| 重吉     | 新城まゆみ                   | 新城まゆみ                | 吹雪仁美 八世路るか                 | 吹雪仁美                      | 大舞夏織   | 大伴れいか | 和海しょう   |
| 勘太     | 星すばる                     | 星すばる                  | 知直冬 匠鴻                         | 知直冬                        | 姿月あさと | 姿月あさと | 舞月なぎさ   |
| じっ平   | 丘月美登                     | 丘月美登                  | 高瀬美亜 紫苑ゆう                   | 高瀬美亜                      | 夏城令     | 夏城令     | 新菜かほ     |
| 兼六     | ??                           | ??                        | ??                                  | ??                            | 黒川深雪   | ??         | 彩城レア     |
| 孤児     | 八汐みちる 月笛真由美 才玉蓮 | ??                        | ??                                  | ??                            | ??         | ??         | ??           |

## 主な楽曲
- 小さな花がひらいた
- もう涙とはおさらばさ